# 의학 점성술

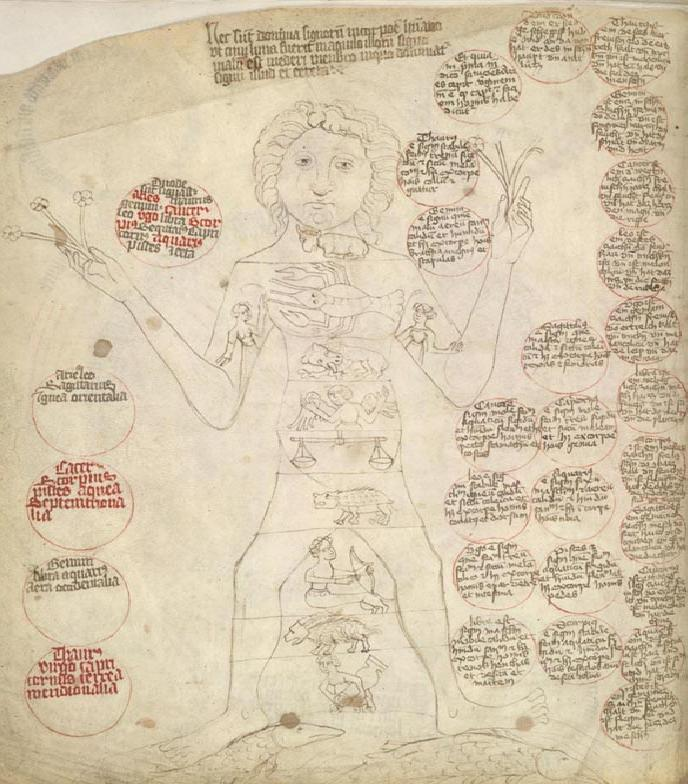
12 개의 황도대 별자리와 인체의 여러 부위와의 고대적 연관성을 보여주는 황도대 인간을 그린 한 삽화.

의학 점성술(醫學 占星術, medical astrology) 또는 수리의료학(數理醫療學, iatromathematics)은 열두 개의 점성학적 별자리 및 태양과 달 그리고 행성의 영향력과 신체의 여러 부분과 질병 그리고 약물을 연관짓는 고대의 의술 체계이다. (태양과 달 그리고 행성 및) 각각의 점성학적 별자리는 인체의 부분들과 연관된다. 점성술 자체로써 의학 점성술의 기본 원리는 그것의 신앙핵심에 대한 어떠한 과학적 근거도 없는 의사과학이나 미신으로 여겨진다.

## 개요

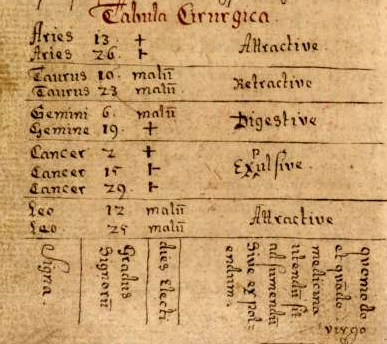
18세기 아이슬란드의 한 사본에 있는 이 표는 의약의 조제와 점성학적 날짜를 연관짓는다.

의학 점성술은 각각의 황도대 별자리와 인체의 부분들의 연관성을 가정하는데,  마르쿠스 마닐리우스(1세기)에 의해 그의 서사적인 시(8000연) 《아스트로노미카(Astronomica)》에서 이미 언급되었다. 황도대의 별자리는 머리(양자리)부터 발가락(물고기자리)까지를 아우르는 신체 부위들을 주재한다고 믿어졌다. 그러함은 다음과 같다.:
- 양자리: 머리, 얼굴, 뇌, 눈
- 황소자리: 목, 목구멍, 갑상샘, 성도, 뇌 혈관, 후두부, 경추, 소뇌
- 쌍둥이자리: 팔, 폐, 어깨, 손, 신경계, 기관, 모세혈관
- 게자리: 흉부, 가슴, 위장, 소화관, 췌장, 간, 유두, 혈청
- 사자자리: 심장, 흉부, 등뼈, 척추, 등상부, 대동맥, 대정맥
- 처녀자리: 소화계, 창자, 비장, 신경계
- 천칭자리: 콩팥, 요관, 피부, 요추 부위, 엉덩이
- 전갈자리: 생식계, 성기, 창자, 배설계, 굴곡적인 몸매, 코뼈, 치골, 적혈구
- 사수자리: 둔부, 넓적다리, 간, 좌골신경
- 염소자리: 피부, 무릎, 관절, 골격계, 머리카락
- 물병자리: 발목, 종아리, 순환계
- 물고기자리: 발, 발가락, 림프계, 지방 조직, 섬유소

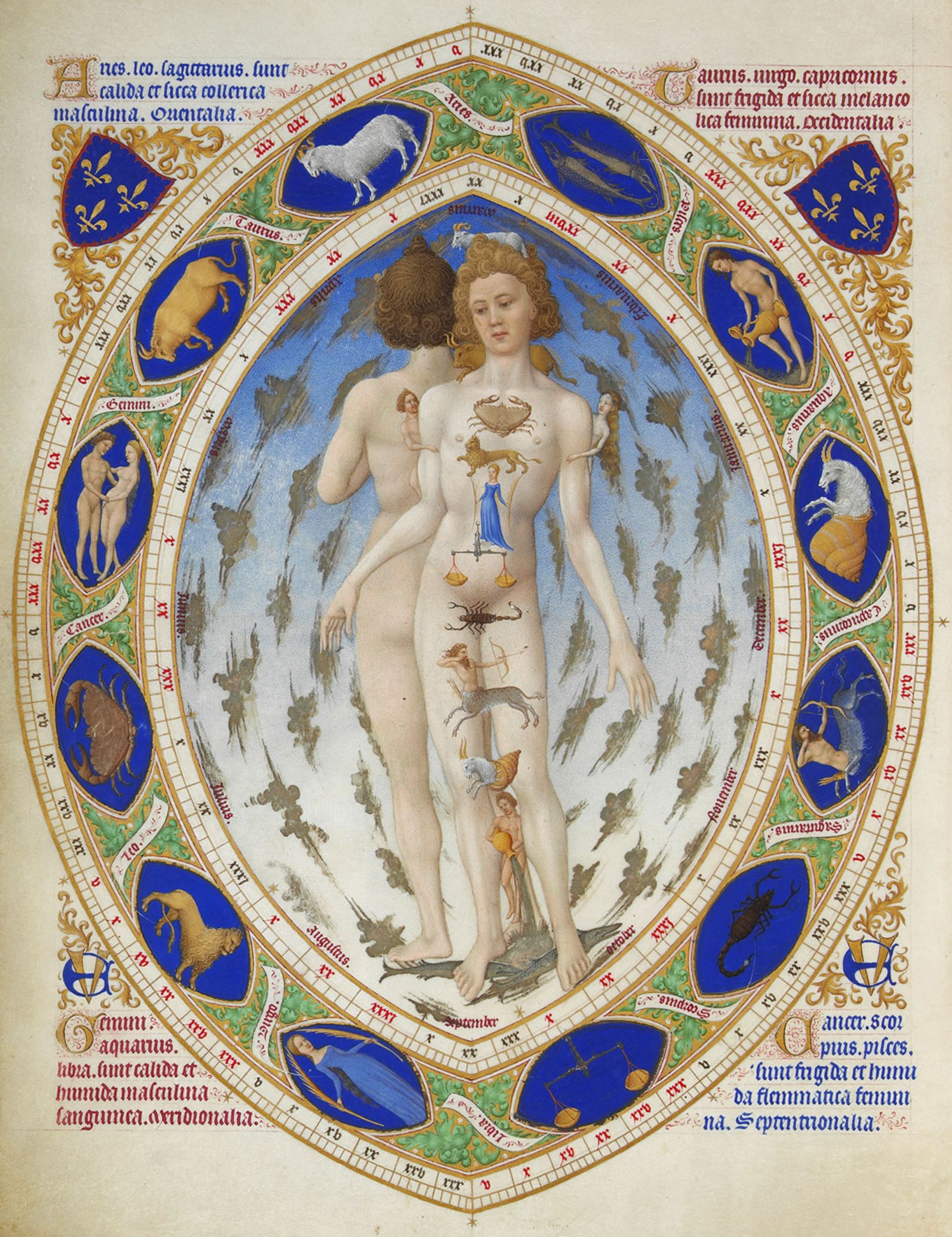
점성해부학적 인간

행성 또한 신체의 특정 부위와 기능과 연관된다.
- 태양: 심장, 척추, 생명력
- 달: 위장, 소화계, 여성 생식기관, 림프계
- 수성: 뇌, 중추신경계, 갑상샘, 오감, 손
- 금성: 목구멍, 공팥, 가슴샘, 촉감, 난소
- 화성: 근육, 머리, 부신, 후각, 미각
- 목성: 간, 넓적다리, 발, 성장, 뇌하수체
- 토성: 피부, 털, 치아, 뼈, 면역, 비장
- 천왕성: 부갑상샘, 신경 활동, 기운
- 해왕성: 솔방울샘, 심령 치유법
- 명왕성: 췌장, 신진대사, 배설

의학 점성가는 한 개인의 출생 천궁도를 검사하고 나서, 그 고객에게 문제를 겪을 가능성이 가장 높은 신체 부위들에 대하여 조언한다. 예를 들어, 태양이나 달, 상승점 또는 많은 행성이 양자리에 있는 개인은 양자리의 머리와의 연관성으로 인해, 다른 사람들 보다 두통을 앓을 확률이 더 높다고 가정된다. 출생 천궁도에서 황소자리가 강한 사람은 황소자리의 신체의 특정 부위와의 연관성으로 인해 인후염과 음성 질환을 앓을 확률이 더 높다고 예언된다.

## 출판물
- Cornell, H.L., M.D., 《The Encyclopaedia of Medical Astrology》 (1933), Astrology Classics [Abington, MD, 2010.]
- Culpepper, Nicholas, 《Astrological Judgement of Diseases from the Decumbiture of the Sick》 (1655) ISBN 1-5381-0113-0
- Ficino, Marsilio, 《Three Books on Life》 (1489), 원문:《De vita libri tre》, 번역: Carol V. Kaske, John R. Clark, Center for Medieval and Early Renaissance Studies, State University of New York at Binghamton and The Reaissance Society of America (1989.) ISBN 0-86698-041-5
- Gailing, Stephanie, 《Planetary Apothecary》, ISBN 978-1-58091-191-7
- Heindel, Max & Heindel, Augusta Foss, 《The Message of the Stars (Part II: Medical Astrology)》, ISBN 0-911274-18-9
- Heindel, Max & Heindel, Augusta Foss, 《Astro-Diagnosis - A Guide to Healing》, ISBN 0-911274-06-5
- Nauman, Eileen, 《Medical Astrology》, ISBN 0-9634662-4
- Ridder-Patrick, Jane, 《A Handbook of Medical Astrology》, ISBN 978-0-9551989-0-8
- Saunders, Richard, 《The Astrological Judgment and Practice of Physick》 (1677) ISBN 1-161-41322-7
- Lilly, William, 《Christian Astrology》 (1647)

## 같이 보기
- 점성술의 행성
- 중세 의학
- 영성 치유법
- 점성술과 과학